# に
に або ニ (/ni/; МФА: [nʲi]; укр. ні) — склад в японській мові, один зі знаків японської силабічної абетки кана. Становить 1 мору. Розміщується у комірці 2-го рядка 5-го стовпчика таблиці ґодзюон.

## Короткі відомості

### Опис
Фонема сучасної японської мови. Складається з одного твердопіднебінного носового приголосного звука та одного неогубленого голосного переднього ряду високого піднесення /і/ (い).
| Твердопіднебінний носовий: |  | /n/ → | に | [ɲi] |  |

При додаванні голосного [і] до знаків кани рядка い, зазвичай, відбувається явище палаталізації. Проте у випадку додавання голосного [і] до ясенного носового приголосного [n], замість палаталізації відбувається перетворення останнього у новий звук — піднебінний носовий приголосний [ɲ]. Відповідно, に записується в транскрипції МФА як [ɲi], а не палаталізований [nʲ].

### Порядок
Місце у системах порядку запису кани:
- Порядок ґодзюону: 22.
- Порядок іроха: 4. Між は і ほ.

### Абетки
- Хіраґана: に

Походить від скорописного написання ієрогліфа 仁 (нін, людяність).
- Катакана: ニ

Походить від скорописного написання ієрогліфа 二 (ні, два).
- Манйоґана: 二 • 人 • 日 • 仁 • 爾 • 迩 • 尼 • 耳 • 柔 • 丹 • 荷 • 似 • 煮 • 煎

### Транслітерації
- Кирилиця:
Система Поліванова: НІ (ні).
Альтернативні системи: НІ (ні).
- Латинка
Система Хепберна: NI (ni).
Японська система: NI (ni).
JIS X 4063: ni
Айнська система: NI (ni).

### Інші системи передачі
- Шрифт Брайля:
| ●－ |
- Радіоабетка: НІхон но НІ (日本のニ; «ні» Японії)
- Абетка Морзе: －・－・